# سادائو آبه
سادائو آبه (به ژاپنی: 阿部 サダヲ Abe Sadao)؛(زادهٔ ۲۳ آوریل ۱۹۷۰) بازیگر و خواننده اهل ژاپن است. 
از فیلم‌هایی که وی در آن نقش داشته‌است، می‌توان به زن قلعه‌دار، نائوتورا، زندگی شگفت‌انگیز (فیلم ۱۹۹۸)، اوزوماکی و جنگ بزرگ یوکای اشاره کرد.